# Thembi
Thembi è un album in studio del sassofonista jazz statunitense Pharoah Sanders, pubblicato nel 1971.

## Tracce
1. Astral Travelling (Lonnie Liston Smith) - 5:48
2. Red, Black & Green (Sanders) - 8:56
3. Thembi (Sanders) - 7:02
4. Love (Cecil McBee) - 5:12
5. Morning Prayer (Sanders/Liston Smith) - 9:11
6. Bailophone Dance (Sanders) - 5:43